# 機動戦士ガンダム外伝 宇宙、閃光の果てに…
『機動戦士ガンダム外伝 宇宙、閃光の果てに…』（きどうせんしガンダムがいでん そら、せんこうのはてに…）は、アニメ作品群「ガンダムシリーズ」の一つで、2003年9月4日にバンダイから発売されたPlayStation 2用ゲームソフト『機動戦士ガンダム めぐりあい宇宙』に収録されたオリジナルストーリー。
メディアミックスとして漫画版や小説版も発表されている。

## 概要
PlayStation 2用ソフト『機動戦士ガンダム めぐりあい宇宙』は、同名の映画（アニメ『機動戦士ガンダム』の劇場版第3作）のゲーム化であるが、映画本編を再現した「ストーリーモード」に加え、ゲームオリジナルのストーリーである「サイドストーリーモード」として収録された作品が本作である。
これまでの「機動戦士ガンダム外伝」シリーズは完全新作のオリジナルストーリーであったが、本作はバンダイ発行の雑誌「SDクラブ」連載のメカニックデザイン企画『M-MSV』（大河原邦男コレクション）及び、それに付属する小説「モビルスーツコレクション・ノベルズ Act.3『ア・バオア・クー攻防戦』」を原作としている。また、本作以前の同シリーズは外伝だけの独立したソフトとして発売されており、別のソフト内のサブストーリーとして付随する形で発表されたのは本作が初めてとなる。
主役モビルスーツであるガンダム4号機と5号機のプロモーションも兼ねており、ゲームの発売に前後してプラモデル（ガンプラ）やアクションフィギュアといったさまざまな商品が発売された。

## ストーリー
一年戦争末期、ジャブローを発進する第13独立戦隊「ホワイトベース」と同様に宇宙艦隊本隊に先行して発進する艦隊があった。ホワイトベース級準同型強襲揚陸艦「サラブレッド」を旗艦とする第16独立戦隊である。
囮として敵をひきつけるのが任務だった第13独立戦隊とは逆に隠密行動を主任務とするこの艦隊の目的は、チェンバロ作戦（ソロモン攻略戦）に備え、ジオン軍のグラナダから宇宙要塞ソロモンへの補給を秘密裏に断つことにあった。
この重要任務を達成すべくサラブレッドには宇宙戦仕様に特化するチューニングがなされたガンダム4号機とガンダム5号機が配備されていた……。

## 特徴
原作である『ア・バオア・クー攻防戦』はタイトルの通りア・バオア・クー戦が舞台で、フォルド・ロムフェロー中尉が途中で撤退し、ルース・カッセル中尉が最後まで生存している（ア・バオア・クーの戦いの後に生還したガンダムタイプは1機のみとされている）。しかし本作では中盤でルースが戦死し、サラブレッド隊は戦力不足を理由に別任務が与えられア・バオア・クー戦には参加しないストーリーとなっている。ゲームではプレイヤーの行動次第で、ルースが死亡しないif編に分岐するマルチストーリーとなっており、if編の方が原作の内容には近い。なお漫画版では、1～2巻が本編、3巻がif編のコミカライズとなっている。
本作を題材に小説版、漫画版が発表されている。特に漫画版は同作者が担当した漫画版『機動戦士ガンダム戦記 Lost War Chronicles』と設定を共有しており、連邦のアニー・ブレビッグや、ジオンのジェイク・ガンス、メイ・カーウィンなど、関連する登場人物が各所に織り込まれている。また、『Lost War Chronicles』劇中でも宇宙行きを待ち焦がれるフォルドとルースが登場しており、この時点で既に本作も絡めたコミカライズ企画が進行していたことがうかがえる。
ゲームではミユ・タキザワ役の声優にタレントの釈由美子が起用されており、ネットワークランキングモード用のダウンロード機体として「釈由美子専用ザク」なる珍モビルスーツまで登場した。

## 主要登場人物

### 地球連邦軍
フォルド・ロムフェロー(Fold Romfellow）
声：上田祐司（現：うえだゆうじ）
本作ゲームのプレイヤーキャラクター。主人公で、ガンダム5号機のパイロット。階級は中尉。24歳。
操縦の技術は高いのだが実戦経験のないテストパイロット上がりのため、戦争をゲーム感覚で楽しんでいる部分もある。無鉄砲で突っ走るタイプだったが、ルースの死によって大きく成長することとなる。
小説版・漫画版では、ルースの死によりふさぎ込むも、ミユの叱咤により自分を取り戻す。その後グラナダでの戦闘で、因縁の相手であるマレット・サンギーヌとの決着をつける。
ルースと共にオーガスタ研究所のパイロット用ノーマルスーツを着用している。
ガンダム5号機の原典である『SD CLUB』第9号に掲載された小説「ア・バオア・クー攻防戦」では「ロムフェロー中尉」とのみ記載。4号機と共にビグロ改1機と交戦するも、辛うじて撃墜は免れている。
漫画版3巻の展開は「if」とされるが、こちらのほうが原作に近い。ガンダム4号機の暴走した外部ジェネレーターを引き剥がし、ルースを救い出した後にア・バオア・クー攻略戦に参加。4号機と共にビグロ2機と交戦し、うち1機を撃墜するも、もう1機の攻撃により中破。そのまま終戦まで戦い抜く。
漫画『機動戦士ガンダム戦記 Lost War Chronicles』では、本作に先駆けてルースと共に登場する。ジャブロー基地内でサラブレッド（艦名は語られない）の出港の順番がなかなか回ってこない苛立ちを、ウッディ・マルデンにぶつける場面がある。
漫画『GUNDAM LEGACY』では、連邦軍ジャブロー基地内のシミュレーション・ルームで、エイガーの許可を得てルースと共にガンダム6号機のシミュレーションを体験している。直後、漫画『Lost War Chronicles』と同様の場面が描かれる。デラーズ紛争終結後はティターンズに配属。大尉に昇進しておりジム・クゥエルに搭乗しエイガーと共にジオン残党軍の掃討に従事する。しかし宇宙世紀0084年、ジオン残党による気化弾頭をめぐるテロ騒動に巻き込まれると、その際にティターンズの方針に反感を抱き、部下とともに離脱。ジオン共和国へのテロ「シルバー・ランス作戦」の鎮圧に貢献するが、のちに2階級降格とティターンズ除名処分を受け、エイガーと共にMS教官となる。
漫画『機動戦士ガンダム REBELLION 宇宙、閃光の果てに…』に追加で描き下ろされた短編「0084 フォルド・ロムフェロー」では、ティターンズ入隊時の様子が描かれ、「0085 ミユ・タキザワ」では、ティターンズを除隊し地球へ向かうサラミスでの様子が描かれる。後者によれば、「シルバー・ランス事件」での処分は降格だけであり、フォルドはティターンズを抜けるつもりであったが、部下の処遇で脅され撤回、「30バンチ事件」にも参加している。その真相をばらすと逆に脅す形でオーガスタ基地に教官として転属となる。なお、前者ではミユと恋人同士であるが、後者では「元恋人」同士になっている。
ルース・カッセル
声：増谷康紀
ガンダム4号機のパイロット。階級は中尉。30歳。
開戦当初は宇宙戦闘機乗りとして実戦参加しており、戦場の恐ろしさを経験している。落ち着いた性格で、フォルドの暴走を押さえるのが常。フォルドの能力は認めており、相棒として信頼している。
小説版・漫画版2巻では、メガビームランチャー用の外部ジェネレーターの暴走により機体が大破し、死亡する。
ガンダム4号機の原典である『SD CLUB』第9号に掲載された小説「ア・バオア・クー攻防戦」では「カッセル中尉」とのみ記載。5号機と共にビグロ改1機と交戦し、撃墜している。
漫画版3巻の展開は「if」とされるが、こちらのほうが原作に近い。フォルドのガンダム5号機が暴走した外部ジェネレーターを4号機から引き剥がすことにより生還し、その後はア・バオア・クー攻略戦に参加。5号機と共にビグロ2機と交戦し、うち1機を撃墜、その後も終戦まで戦い抜く。
ミユ・タキザワ
声：釈由美子 / 大原さやか（ゲーム『ガンダムバトルロワイヤル』以降の関連作品）
サラブレッドのオペレーター。階級は軍曹。20歳。
ガンダム4号機及び5号機の開発スタッフの一人でもある。真面目で一途な反面やや融通がきかない面もある。劇中においてフォルドの（特に精神的な面で）サポートをおこなう。ルースの死に悲しみ塞ぎ込んでいたフォルドを立ち直らせたのも彼女である。
『GUNDAM LEGACY』では一年戦争終結後にオーガスタ基地に少尉として着任し、そこで意見の相違からノエル・アンダーソンと模擬訓練対決をするエピソードが描かれている。のちに中尉に昇格し、フォルドやノエル、エイガーらと共にMS教官となっている。
キルスティン・ロンバート
声：阪脩
サラブレッド艦長。階級は中佐。62歳。
かつてルウム戦役に参加していたベテランである。冷静沈着でありいかなる状況においても的確に指示を出し困難をくぐり抜ける。漫画版においてはルウム戦役で息子を亡くしており、ルースの戦死を「2度目の過ち」として後悔する。
アニー・ブレビッグ
声：永山奈々
整備担当。階級は上等兵。21歳。
小説版・漫画版に登場。『機動戦士ガンダム戦記 Lost War Chronicles』に登場するキャラクター。MS特殊部隊第3小隊「デルタ・チーム」から転属してくる。
ウェスリー・ナバーロ
漫画版に登場。ガンキャノンに搭乗。
冷静に仲間を気遣う、職人気質な性格。キャノン隊のリーダーを務める。小説版では名前が｢ニコルソン・スルーノー｣になっている。
ダリル・ボイド
漫画版に登場。ガンキャノンに搭乗。
無口で温厚な性格。マイペースに任務をこなす。
カーク・ウォルバーグ
漫画版に登場。ガンキャノンに搭乗。
仲間への気遣いが足りないフォルドを不満に思っている。

### ジオン公国
マレット・サンギーヌ
声：笹沼晃（現：笹沼尭羅）
キシリア・ザビ配下のグラナダ特戦隊隊長にしてエースパイロット。階級は大尉。24歳。漫画版、小説版のみ登場する。
ガンダムに強い執着心を持っており、専用のアクト・ザクに搭乗して、サラブレッド隊と激闘を繰り広げる。
自身を優良種たるジオンの象徴と称し、プライドが高く他者を見下す傲慢な性格。「グラナダの戦力さえ生き残ればいい」と発言するなど戦略的な視野を有しておらず、ノルドから苦言を呈されたこともあるが、パイロットとしての実力は高く、部下からの信頼も厚い。小説版では強いマザーコンプレックスを抱いていることが描写され、常に母親の形見である赤いピアスを装着しているほか、キシリアを母親と同一視している。
ガンダム5号機との戦いの最中、ガンダム4号機のメガビームランチャーに巻き込まれて顔に重傷を負い、さらにガンダム打倒への執着心を増大させる。
グラナダでの最終決戦では、連邦とジオンの停戦後もそれを受け入れず、部隊のメンバーを引き連れてリミッターを解除したアクト・ザクで出撃。止めようとする軍医を射殺して強化薬｢MT-01｣を投与し、半ば狂気に支配された状態でアクト・ザクの性能を発揮してフォルドを追い詰めるも、ガンダム5号機のビームサーベルによりコックピットを貫かれ、死亡する。漫画版第3巻の「if」では、メガビームランチャーに完全に巻き込まれ、死亡する。
『GUNDAM LEGACY』では特戦隊結成直前に連邦軍の襲撃を受けたユイマン、リリア、ギュスターをリック・ドムIIで援護し、圧倒的な実力で信頼を勝ち得た様子が描かれる。
以下の3名（ユイマン、リリア、ギュスター）のキャラクターデザインはゲーム『機動戦士ガンダム めぐりあい宇宙』に収録の「ミッションモード」において育成するジオン軍側プレイヤーキャラクターからの流用である。この「ミッションモード」でパイロットの名前を決めるとき、何も入力しないで決定するとジオン軍側はユイマン、リリア、ギュスターのフルネームが自動的に表示される。
ユイマン・カーライル
声：筈見純
グラナダ特戦隊の隊員。階級は中尉。ベテランパイロット。小説版、漫画版ではリック・ドムIIに搭乗。
かつて士官学校で教官を務めていたが、戦争の長期化にともない再び軍に召還される。マレットを含む特戦隊メンバーは彼の生徒でもある。
教え子ながら優れた実力を持つマレットを信頼しており、小説版では彼の暴走を抑える副官としても活躍するが、メガビームランチャーの光芒からマレットをかばい、死亡する。
漫画版ではグラナダで停戦後に出撃したマレットに従い、サラブレッド所属のガンキャノンと戦闘を行うも、マレットの死亡後、投降する。
『GUNDAM LEGACY』では、宇宙世紀0084年、マレットに未だ執着しているリリアを心配し、ジオン残党で構成されたテロ組織「狼の鉄槌」に参加。シルバー・ランスの突入を援護するが、阻止された後はリリア達と共に停戦する。
リリア・フローベール
声：荒木香恵
グラナダ特戦隊の隊員。階級は中尉。18歳。リック・ドムIIに搭乗しており、漫画版ではバズーカを両肩に装備している。
若いながらもパイロットとしての能力は非常に高い。性格的にやや気弱な面もあるがマレットを一途に信奉している。
小説版では気弱ながらも強い意志を持った女性として描かれている。キシリアからは試作機のテストパイロットとして重用されており、その事を妬んだマレットからは疎まれている。時にはマレットから鞭による私刑を受ける事もあるが、マレットが重傷を負って錯乱した際には彼を必死に救おうとする。銃口を向けられても焼け爛れたマレットの顔を見ても動じること無く、言われるままにキスすらしてみせるが、彼が求めるものは母親の慈愛である為、拒絶されてしまう。グラナダでは暴走したマレットを制止しようとして自機を撃破されるが、コックピットが無事だった為、フォルドに救助されて生還する。
漫画版では二重人格的なキャラクターとして描写されており、マレットの指揮下では冷酷な表情で笑みすら浮かべながら戦闘を行うが、彼の居ない場所ではガンダムの奇襲に震えるなど、年齢相応の少女として描かれている。グラナダで停戦後に出撃したマレットに従い、サラブレッド所属のガンキャノンと戦闘を行うも、マレットの死亡後、投降する。
『GUNDAM LEGACY』では、グラナダ特戦隊結成直前の戦闘中、父の形見のペンダントを無くしてパニック状態に陥るが、マレットに一喝されたことで自信を取り戻し、彼を強く信奉するに至るエピソードが描かれる。宇宙世紀0084年においても死亡したマレットを未だに信奉しており、ユイマンやギュスターと共にジオン残党で構成されたテロ組織「狼の鉄槌」に参加。連邦軍に恭順したジオン共和国に対し、気化弾頭と惑星間巡航用核パルス推進ブースターを装備したケンプファー「シルバー・ランス」に搭乗し、それによってサイド3に特攻する「シルバー・ランス作戦」を決行するが、民間人マット・ヒーリィらによって阻止されてしまう。やむなくケンプファーを分離させてマレットの仇であるフォルドに迫るが、気化弾頭は宇宙空間では効力を発揮せず、慟哭と共に停戦する。
ギュスター・パイパー
声：福島潤
グラナダ特戦隊の隊員。階級は中尉。24歳。小説版、漫画版ではリック・ドムIIに搭乗。
常に斜にかまえた態度をとり、俗物的で軽い性格をしているが、胸のポケットにいつも家族の写真を忍ばせているという一面も。
小説版ではメガビームランチャーの光芒に巻き込まれ、死亡する。漫画版ではグラナダで停戦後に出撃したマレットに従い、サラブレッド所属のガンキャノンと戦闘を行うも、マレットの死亡後、投降する。
『GUNDAM LEGACY』では、宇宙世紀0084年、マレットの事で引きずられているリリアを心配し、ジオン残党で構成されたテロ組織「狼の鉄槌」に参加。シルバー・ランスの突入援護を行う。阻止された後は停戦し、ユイマンと共にリリアを諭す。
ノルド・ランゲル
声：大林隆介
ゲーム『ガンダムバトルオンライン』に登場するグラナダ艦隊司令官。階級は少将。漫画版、小説版にのみ登場。
公国軍の中では穏健派に属し、ザビ家の独裁に対して内心は反発しているが、軍人としての責務は忠実に果たしている。
優れた艦隊指揮能力を発揮してサラブレッドを追い詰めるが、ア・バオア・クー陥落の報を知って停戦を決意し、ダルシアをグラナダへと通す。
ダルシア・バハロ
声：辻親八
『機動戦士ガンダム』に登場するキャラクター。ジオン公国の首相。ザビ家の傀儡であったが国内の反ザビ家派を取りまとめ、独断で連邦軍との和平交渉に乗り出す。ルースを失ったサラブレッド隊は、ア・バオア・クー戦に参加する代わりに条約調印のためにグラナダに向かう首相の艦を護衛することになる。
グレニス・エスコット
漫画版に登場。『機動戦士ガンダム 戦略戦術大図鑑』に登場するキャラクター。ビグロのパイロット。ビグロの性能を生かし、ガンダム2機に肉薄するも、フォルドとルースの連携の前に敗れる。
メイ・カーウィン
声：仁後真耶子
漫画版に登場。『機動戦士ガンダム戦記 Lost War Chronicles』に登場するキャラクター。ジオン本国に戻るため、グラナダへと寄港する。
ジェイク・ガンス
声：矢部雅史
漫画版に登場。『機動戦士ガンダム戦記 Lost War Chronicles』に登場するキャラクター。メイをジオン本国に戻すため、グラナダへと寄港する。その後、ア・バオア・クーに参加。その際の搭乗機はゲルググ。
バルスト
漫画版に登場。原作小説『ア・バオア・クー攻防戦』に登場するパイロット。原作ではビグロ改に搭乗するが、漫画ではゲルググに変更されている。

### 民間
トレイシー・ラムーア
漫画版に登場。フォン・ブラウン市のアナハイム工場に勤務する初老の女性。ルース・カッセルとは旧知の間柄で、血気に逸るフォルドを忠告したり、サラブレッド隊への情報提供を行う。
『GUNDAM LEGACY』では、宇宙世紀0084年、ジオン残党による気化弾頭をめぐるテロ騒動において阻止を試みる民間人マット・ヒーリィに対し、宇宙船を提供するなど便宜を図っている。

## 主要登場兵器
地球連邦軍
- RX-78-4 ガンダム4号機
  - RX-78-4[Bst] ガンダム4号機[Bst]
- RX-78-5 ガンダム5号機
  - RX-78-5[Bst] ガンダム5号機[Bst]
- RX-77 ガンキャノン

他 
ジオン公国軍
- MS-11 アクト・ザク
- MS-09R-2　リック・ドムII
- MA-05 ビグロ

他

## スタッフ
- キャラクターデザイン：逢坂浩司
- メカニックデザイン：カトキハジメ、高倉武史
- シナリオ：千葉智宏(スタジオオルフェ)
- アニメーション制作：サンライズ

- 漫画版：夏元雅人
- 小説版：宮元一毅